# رابرت ناپل
رابرت ناپل (ایتالیایی: Roberto d'Angiò؛ ۱۲۷۵ – ۲۰ ژانویه ۱۳۴۳ (aged c. 68))رابرت آنجو معروف به رابرت عاقل پادشاه ناپل فرزند شارل دوم ناپل و ماریا مجارستان ملکه ناپل و برادر بلانش آنجو بود.وی سومین فرزند شارل دوم ناپل و در زمان حیات پدرش دوک کالابریا بود